# Campeonato Sergipano de Futebol de 1963
O Campeonato Sergipano de Futebol de 1963 foi a 40º edição da divisão principal do campeonato estadual de Sergipe. O campeão foi o Confiança que conquistou seu 4º título na história da competição.

## Premiação
| Campeonato Sergipano de 1963  |
| Aracaju                       |
| ----------------------------- |
| Confiança Campeão (4º título) |